# آشیکاگا ماساتومو
آشیکاگا ماساتومو (به ژاپنی: 足利政知)
(۱۴۳۵–مرگ ۱۴۹۱) سامورایی برادر هشتمین شوگون از شوگون‌سالاری آشی‌کاگا، آشی‌کاگا یوشی‌ماسا و همچنین آشیکاگا یوشیمی و پدر یازدهمین شوگون بود. در شورش کیوتوکو به کانتو فرستاده شد و در برابر آشیکاگا شیگه‌ئوجی نبرد کرد.